# Anna Murphy
Anna Maria Murphy (* 10. srpna 1989, Lucern, Švýcarsko) je švýcarská zpěvačka, hráčka na niněru a zvuková inženýrka. V roce 2006, když jí bylo 16 let, začala hrát na niněru a vzápětí se připojila k hudební skupině Eluveitie. Kromě postu niněristky v kapele také zpívala a hrála na flétnu. Od roku 2011 je členem švýcarského folkového hudebního projektu Fräkmündt. Ten se se svojí písní „D'Draachejongfer“ pokusil dostat do hudební soutěže Eurovision Song Contest v roce 2011, neprošel však národním kolem. V roce 2016 byl oznámen odchod některých členů, mezi nimiž byla také Murphy, z Eluveitie. Ti následně na to založili skupinu Cellar Darling.